# Holderbank (Soletta)
Holderbank (toponimo tedesco) è un comune svizzero di 635 abitanti del Canton Soletta, nel distretto di Thal.